# Bernardino António Gomes, filho
Bernardino António Gomes, filho ComTE • ComC • ComSE (Santa Marinha, Lisboa, 22 de Setembro de 1806 - São José, Lisboa, 8 de Abril de 1877) foi um médico e botânico português. Tinha o mesmo nome do pai, o botânico Bernardino António Gomes, pai (1768-1823).
Formou-se em Medicina na Universidade de Paris e em Matemática na Universidade de Coimbra, destacando-se por ter sido o primeiro médico português a utilizar o clorofórmio e um aparelho de inalação de éter, revolucionando as técnicas da anestesia.

## Cargos exercidos

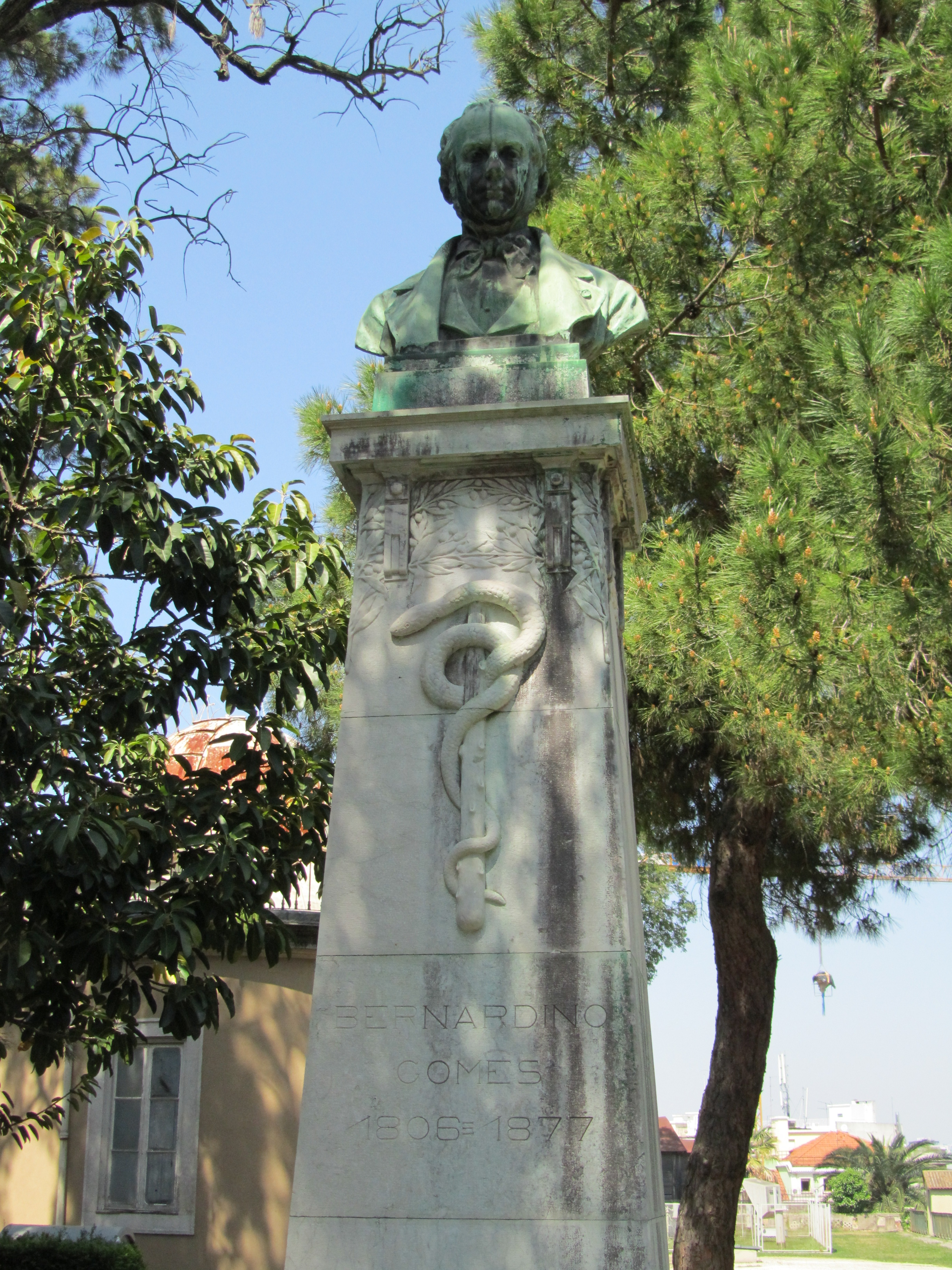
Estátua de Bernardino Gomes no Jardim Botânico de Lisboa

- Lente da Escola Médico-Cirúrgica de Lisboa;
- Director do Hospital da Marinha;
- Presidente do Conselho de Saúde Naval;
- Presidente da Sociedade de Ciências Médicas;
- Presidente da Sociedade de Farmacêutica Lusitana;
- Vice-presidente da Comissão Central Permanente de Geografia[2]

Foi um dos mentores da "Comissão Portuguesa de Socorros a Feridos e Doentes em Tempo de Guerra", aprovada por El Rei D. Luiz, por Carta de Lei de 9 de Agosto de 1866, em que Portugal adere à Convenção de Genebra de 22 de Agosto de 1864. Bernardino António Gomes presidiu à Reunião de 11 de Fevereiro de 1865, em que foi decidida a organização provisória do que viria a ser a Cruz Vermelha Portuguesa. 
Foi um dos fundadores da Gazeta Médica de Lisboa; do Jornal da Sociedade de Ciências Médicas de Lisboa e Sócio emérito da Academia Real das Ciências de Lisboa.
Foi nomeado 1.º Médico da Real Câmara em Janeiro de 1864. Presidiu à Comissão encarregada de redigir a Farmacopeia Portuguesa. 
Foi nomeado pelo rei D. Luís I para dirigir a Comissão Criadora e Instaladora do Hospital de Dona Estefânia, comissão presidida pelo monarca e da qual faziam parte outras personalidades. A selecção do projecto e sua execução foi monitorizada por esta comissão, a qual não mediu esforços para tornar este hospital num dos mais inovadores da época. O Hospital de Dona Estefânia foi o primeiro hospital português construído de raiz para o efeito.
Foi a personalidade médica que mais contribuiu para a progressão da higiene em Portugal. Na conferência sanitária internacional de Constantinopla reivindicou para Garcia de Orta a primazia no estudo da Cólera Morbo.
Foram-lhe realizadas duas homenagens e erguidos dois bustos sob pedestal em Lisboa, ambos trabalhos do escultor António Augusto da Costa Motta (sobrinho). Um encontra-se localizado no Jardim Botânico de Lisboa, e o outro inaugurado pelo Presidente da República Óscar Carmona, em 1930, no Largo Dr. Bernardino António Gomes (Pai), em São Vicente de Fora, junto ao Hospital da Marinha, ao Campo de Santa Clara.

## Vida

### Formatura em Matemática e Medicina
Formou-se em Matemática em Coimbra tendo obtido prémios no 1.º e 3.º anos; no final do curso foi-lhe atribuída formatura gratuita e oferecido o capelo que não aceitou por querer seguir os estudos de Medicina.
Nos dois primeiros anos do curso de Medicina obteve classificações distintas mas interrompeu os estudos, as suas convicções liberais leva-no a ingressar no Batalhão Académico de Coimbra, reorganizado em 1828.

#### Emigração para Paris
A derrota das forças liberais obriga-o a emigrar para França, fixando-se em Paris, onde retomou os estudos de Medicina e concluiu o curso em 1831, com tese de doutoramento.
Inicia a vida de clínico em Paris, mas por pouco tempo. A família Palmela, radicada igualmente em Paris, com quem mantêm estreitos laços, está de partida para os Açores e Bernardino António Gomes acaba por acompanhar a Marquesa de Palmela que se dirigia para S. Miguel. Uma vez aí chegado, cedo consegue fama como médico.
Esta sua deslocação para S. Miguel não parece ser casual; sendo defensor dos ideais liberais, tendo mesmo já participado activamente pela causa, Bernardino António Gomes encontra-se precisamente no local escolhido por D. Pedro I do Brasil para organizar o seu exercito, junto com os seus aliados, com a intenção de invadir Portugal, expulsar o seu irmão D. Miguel do trono, acabando com o regime absoluto até então vigente e instaurar em Portugal uma Monarquia Constitucional.
Bernardino António Gomes não deixou de acompanhar o exercito de D. Pedro. Os ideais liberais e a sua actividade profissional permitiu uma relação próxima com D. Pedro, tal como já ocorria desde o tempo de seu pai, o também doutor Bernardino António Gomes (1768-1823), médico de D. João VI, pai de D. Pedro e também quem na qualidade de médico, acompanhou a esposa do Imperador, a Princesa Leopoldina, de Livorno ao Brasil.

### O Cerco do Porto
Bernardino António Gomes foi um dos liberais que desembarcou no Mindelo, fazendo assim parte dos Bravos do Mindelo. Durante o Cerco do Porto a que as tropas miguelistas submeteram a cidade, deu-se uma epidemia de Cólera Morbus; Bernardino António Gomes organizou todo o serviço médico militar e depois o serviço médico civil, tendo sido reconhecido o excelente trabalho e serviços prestados à causa liberal, na manutenção e reestabelecimento da saúde pública.

### Liberalismo - Regresso a Lisboa

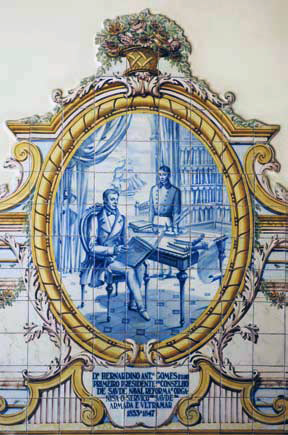
Bernardino António Gomes - filho.
Preparação do Regulamento da Saúde Naval - Hospital da Marinha, pormenor dos azulejos da Sala do Príncipe. 1833-1847

Acabada a Guerra Civil e uma vez terminado o regime absoluto, pelo qual Bernardino António Gomes havia sido forçado a se exilar em Paris, radica-se em Lisboa, sendo-lhe confiada, em 1833, a direcção do Hospital da Marinha.
Em concurso de provas publicas é nomeado Lente substituto de Medicina a 29 de Junho de 1834. Ascende a Professor proprietário da 3.ª Cadeira, cadeira de Matéria Médica da Escola Medico-Cirúrgica de Lisboa. Ainda em 1834, foi nomeado médico do Hospital de São José, abandonando nesse mesmo ano o lugar para ser readmitido em 5 de Abril de 1852, por carta régia de 14 de Abril de 1852.
Em 1853 e 1854, surge novamente uma epidemia de Cólera no Porto e a sua intervenção foi de novo solicitada. A sua acção foi tão eficaz que mereceu ser citada pelo Conselho de Saúde Pública do Reino.
Acompanhou o Príncipe D. Pedro, futuro Rei D. Pedro V, numa viagem que este realizou pelas principais cortes da Europa, a relação entre o médico e o futuro monarca estreitaram-se a partir desta data, a quando do casamento de D. Pedro V com D. Estefânia de Hohenzollern-Sigmaringen, o monarca concede-lhe  a Carta de Conselho.
Devido ás suas múltiplas ocupações, resolveu pedir novamente exoneração do lugar de médico do Hospital de S. José, sendo-lhe concedida em 1856 mas com a nota do enfermeiro-mor: de que sempre que quisesse podia visitar doentes e entregar-se aos seus estudos. Era um dos grandes clínicos de Lisboa e do País.
Pela 2.ª vez em Lisboa aparece em 1857 uma epidemia de febre amarela; Bernardino António Gomes acompanhou os colegas, no socorro das vitimas, assistiu a autópsias que se faziam no Hospital de S. José. Fez parte do Conselho Extraordinário de Saúde Pública realizado na Academia de Ciências de Lisboa e foi ele que acompanhou o Rei D. Pedro V nas suas visitas aos Hospitais. 
Em 1859 publica um opúsculo intitulado: "O Sr. Duque de Saldanha e os seus Médicos"; uma reacção do Doutor Bernardino António Gomes ao folheto publicado por Saldanha, dedicado ao Rei D. Pedro V e especialmente dirigido à classe médica intitulado;"O Estado da medicina em 1858". O Duque de Saldanha intitulava-se o advogado da Homeopatia em Portugal e logo obteve resposta por parte do Doutor Bernardino António Gomes, travando-se a partir dali entre o ilustre marechal e o conhecido médico uma veemente discussão. 

### Médico do Rei D. Pedro V

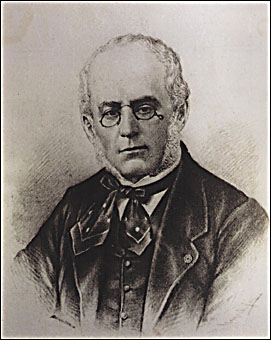
Doutor Bernardino António Gomes

Ainda em 1859 pede dispensa do cargo de médico do Paço, mas continua sendo médico privativo de D. Pedro V, assim como de D. Luís. No exercício desta função foi um dos médicos que acompanhou a doença do Rei D. Pedro V e dos irmãos, os Infantes D. Fernando, D. João e D. Augusto. Em Setembro de 1861, após uma caçada organizada em Vila Viçosa, o Rei e os Príncipes, seus irmãos, seguiram para Portalegre, Alter do Chão e Abrantes. No regresso a Lisboa revelaram-se os primeiros sintomas da doença que vitimaria o Rei D. Pedro V e os irmãos D. Fernando e D. João.
Bernardino António Gomes escreveu um livro registando todo o processo da doença e da autópsia, no qual foi um dos protagonistas. Foi colocada de parte a hipótese de envenenamento, declarando os resultados como a causa da morte uma febre tifóide, causada por  uma bactéria intestinal da família das salmonelas, habitualmente ingerida em águas ou alimentos contaminados.

### 1.º Médico da Real Câmara
Em Janeiro de 1864, com o falecimento do Barão da Silveira, foi nomeado 1.º Médico da Real Câmara, não aceitando a graça do titulo de Barão, que era hábito conceder pelo desempenho daquele alto cargo. Bernardino António Gomes declinou o título de Barão porque entendia que o desempenho do alto Cargo de 1.º Médico da Real Câmara se limitava apenas ao exercício competente da sua profissão.
Em 1864 foi eleito Presidente da Sociedade das Ciências Médicas de Lisboa.

### Conferência Internacional de Constantinopla (1866)
A partir de 1851, as potencias europeias começaram a enviar os seus melhores especialistas a Conferências Sanitárias Internacionais que tinham como objectivos não só a discussão cientifica mas também discutir e encontrar medidas de higiene a adoptar para minimizar surtos epidémicos, assim como também a uniformização das medidas, que sem pôr em risco a saúde publica, devessem ser postas em prática para que fossem minimizados os constrangimentos ao comércio internacional, provocados pelas típicas medidas quarentenarias. Estas  conferências, iniciadas com a conferência de Paris em 1851, tiveram continuidade com a conferência organizada em Constantinopla no ano de 1866, na qual Bernardino António Gomes representou Portugal, o ano imediatamente a seguir à epidemia de cólera. Nessa conferência defendeu a teoria do contágio e a necessidade da interrupção da navegação nesses períodos. Colocou-se ao lado da França e da maioria dos Países da Europa, contra as posições liberais da Inglaterra e da Alemanha, que defendiam ainda a postura anti-contágio e portanto o levantamento das quarentenas e dos cordões sanitários, escudando-se, na nem sempre eficácia das mesmas. O relatório final dessa conferencia reafirmou a contagiosidade do cólera e declarou que  a água e certos alimentos podiam ser vias de entrada no organismo do agente patogénico. Além de declarar que as navegações marítimas eram um dos factores de propagação da epidemia.
Em 1876 foi nomeado vice-presidente da Comissão Permanente de Geografia mas o seu estado de saúde já não permitiu-lhe acompanhar os trabalhos da comissão, nomeadamente a viagem que seria efectuada ao Ultramar.
Faleceu em 8 de Abril de 1877, com 70 anos de idade, em consequência de um AVC, na sua residência: Calçada da Glória n.º 3, 2º andar em Lisboa. Está sepultado em jazigo de família (Nº 74/Rua 27), no Cemitério dos Prazeres.

## Família

### Paterna
Era filho primogénito do Doutor Bernardino António Gomes; Cientista, médico, higienista, notável botânico, médico da Real Câmara, Fidalgo da Casa Real e neto do também Doutor José Manuel Gomez, natural de Coimbra e médico no Concelho de Viana do Castelo, Paredes de Coura.

### Materna
A sua mãe era D.ª Leonor Violante Rosa Mourão (1775-1864), filha do Advogado da Casa da Suplicação de Lisboa, o Doutor João Carlos Mourão Pinheiro e de D.ª Leonor Violante Rosa do Vale.

### Casamento 1837
O Doutor Bernardino António Gomes foi casado com D.ª Maria Leocádia Fernandes Tavares de Barros (Porto, Sé, 15 de Dezembro de 1818 - Lisboa, São Paulo, 10 de Março de 1854). O casamento realizou-se em Lisboa a 14 de Outubro de 1837, dama da corte, amiga íntima da Duquesa de Palmela, benemérita dos Asílos da Infância desvalida e Directora do Asilo dos Calafates em Lisboa. Com o falecimento prematuro da esposa em 1854, ficou viúvo desde os 47 anos de idade, sem mais voltar a casar.
Deste casamento teve dois filhos:
- O Engenheiro Florestal Bernardino António de Barros Gomes, Engenheiro Silvicultor, responsável pelo ordenamento do Pinhal de Leiria e com uma importante obra publicada sobre cartografia portuguesa.

- O Eminente estadista Henrique de Barros Gomes, autor de obras sobre Matemática, Astronomia e Geografia. Deputado, Ministro da Fazenda, Negócios Estrangeiros, Ministro da Marinha, Conselheiro e Par do Reino.

## Obra
Foi o médico, que pela primeira vez em Portugal, usou o clorofórmio, em 12 de Janeiro de 1848, anestesiando um doente que foi operado pelo cirurgião J. P. Barral. Deve-se também ao doutor Bernardino António Gomes (filho), o uso do creosoto e a aquisição do primeiro aparelho para inalação do éter.
Foi fundador, colaborador e durante muitos anos redactor principal da Gazeta Médica, que começou a ser publicada em 1853; colaborou também no Jornal da Sociedade de Ciências Médicas de Lisboa, do qual foi também fundador.
Como historiador natural, publicou uma revisão exaustiva da flora fóssil dos sistemas carboníferos em Portugal (1865) e foi colaborador no Catalogus Plantarum Horti Botanici Medico-Cirurgicae Scholae Olisiponensis (1851). Também presidiu a comissão encarregada de criar a Farmacopeia Portuguesa, em 1876 - a primeira vez que a obra de referência farmacêutica oficial do país foi elaborada por uma comissão de médicos e químicos seleccionados. Da comissão, nomeada pelo governo, fizeram parte: Sousa Martins, Cunha Viana e May Figueira, como médicos do Hospital de S. José; os lentes de Química da Escola Politécnica, António Augusto Aguiar e Agostinho Lourenço; os professores de Farmácia, José Tedeschi e Claudino Leitão; os farmacêuticos de Lisboa, Costa Azevedo e Urbano da Veiga e o lente do Instituto Agrícola e Veterinário, Pedro José da Silva.
Por indicação do Duque de Palmela fez parte de uma comissão para estudar os vários centros de assistência publica da Europa. Desta viagem elaborou uma memória sobre os hospitais de alienados que influenciou as reformas que se processaram algum tempo depois.
Por duas vezes se deslocou a Londres, em representação de Portugal, com o objectivo de recuperação de parte da Colecção do Dr. Welwitsch (botânico austríaco conhecido pelo seu trabalho de recolha da flora de Angola no século XIX), que este havia doado indevidamente ao Museu Britânico.
De uma vida intensamente dedicada à prática clínica, à docência e ao estudo das ciências médicas, destaca-se a sua obra muito variada, com quase duas dezenas de títulos, abrangendo na sua maioria as especialidades de epidemiologia e medicina geral mas incluindo também outras áreas tais como  psiquiatria, vacinação, patologia, farmácia e higiene. Foi o autor da biografia do seu pai e do Padre João de Loureiro.

## Honras e Condecorações
- Fidalgo Cavaleiro[9].
- Conselheiro.
- Comendador da Ordem Militar de Cristo.
- Comendador da Ordem Militar de Sant'Iago da Espada.
- Comendador da Ordem da Torre e Espada.
- Comendador da Ordem de São Maurício e São Lázaro da Sardenha.
- Ordem de Francisco I das duas Sicílias.
- Ordem de Oficial da Legião de Honra, de França.
- Grã-Cruz da  Ordem de Isabel a Católica[10].
- Titulo de Barão[11]  (declinado por Bernardino António Gomes).

## Obras de sua autoria
Bernadino António Gomes. Les vers plats articulés, Paris 1831.
Bernardino A. Gomes. Memória sobre a epidemia da cólera-morbus, que grassou na cidade do Porto, desde 1832 a 1833, Lisboa 1842.
B. A. Gomes. Discurso recitado na sessão solene da Sociedade de Ciências Médicas de Lisboa, em 21 de Maio de 1843, Lisboa 1843.
B. A. Gomes. Dos Estabelecimentos de Alienados nos Estados principais da Europa, Lisboa 1844.
Colaboração em: Catalogus Plantarum Horti Botanici Medico-Cirurgicae Scholae Olisiponensis, Lisboa 1851.
B. A. Gomes. Noticia da Vida e trabalhos científicos do médico Bernardino António Gomes, Lisboa 1857.
B. A. Gomes. O Marechal Saldanha e os seus médicos, Lisboa 1859.
B. A. Gomes. Noticia da Doença de que faleceu S. M. el-rei o Sr. D. Pedro V, e das que na mesma ocasião atacaram SS. AA. os Senhores Infantes D. Fernando, D. Augusto e D. João, no ano de 1861, Lisboa 1862.
B. A. Gomes. Elementos da Farmacologia geral ou princípios gerais de matéria médica e terapêutica, Lisboa 1863.
"On Welwitschia a new genus of Gnetaceal by Joseph Dalton Hooker", extrato e noticia publicada no Diário de Lisboa de 2 de Junho de 1863, Lisboa 1863.
B. A. Gomes. Elogio Histórico do P.e  João de Loureiro, etc., Lisboa 1865.
B. A. Gomes. Vegetais fosseis; primeiro opúsculo: Flora fóssil do terreno carbonífero das vizinhanças do Porto, Buçaco e Moinho-de-Ordem próximo de Alcácer do Sal, Lisboa 1865.
Bernadino António Gomes. Relatório sobre os trabalhos da Conferência Sanitária Internacional, reunida em Constantinopla, etc., Lisboa 1867.